# Луцишин Ореста Романівна
Оре́ста Рома́нівна Луци́шин 23 квітня 1942, Сянок — українська мисткиня, майстриня народної вишивки. Член НСМНМУ з 1991 р.

## Життєпис
Закінчила Дрогобицького державного педагогічного інституту ім. І. Франка. у 1964 році за спеціальністю математика і креслення.
Працювала вчителькою математики.
З 1970 року лаборантка кабінету креслення Дрогобицького державного педагогічного інституту ім. І. Франка. та за сумісництвом співкерівниця відділення факультету української народної вишивки на факультеті громадських професій.
З 1991 по 1997 рік — викладачка кафедри методики та історії народних промислів.
З 2003 року працює керівницею гуртка декоративно-ужиткового мистецтва при Бориславській станції юних техніків.
Учасниця багатьох обласних, всеукраїнських та міжнародних виставок.
Мешкає в Бориславі на Львівщині.